# Нильсен, Даниэль (хоккеист, 1980)
Даниэль Нильсен (дат. Daniel Nielsen; 31 октября 1980 года, Хернинг, Дания) — датский хоккеист, защитник.

## Карьера
На высоком уровне дебютировал в 1998 году в родном клубе «Хернинг Блю Фокс». За всю свою карьеру Нильсен лишь дважды уезжал из него: в сезоне 2007—2008, когда он выступал в шведском «Лександе» и в 2011—2014 гг. Тогда защитник играл в Немецкой хоккейной лиге за «Гамбург Фризерс».

## Сборная
За национальную сборную Нильсен выступает с 2002 года. В том сезоне датчане пробились в Элитный дивизион. С тех пор защитник регулярно принимает участия на Чемпионатах мира в составе сборной Дании.